# Gennade de Marseille
Gennade de Marseille (en latin : Gennadius Massiliensis), connu aussi sous le nom de Gennadius Scholasticus, né vers 400-430, et mort vers 492-505, est un moine, prêtre, historien, théologien polémiste et compilateur gallo-romain.

## Biographie
Gennadius de Marseille est un moine érudit de l'abbaye Saint-Victor de Marseille, connaissant le grec et capable de lire des ouvrages dans la langue originale et de les traduire en latin. Il était vraisemblablement d'origine grecque. Son œuvre la plus connue est le De Viris Illustribus (Des hommes illustres), une biographie de plus de 90 auteurs chrétiens des décennies précédentes, qui se présente comme la continuation d'un ouvrage du même nom de Saint Jérôme. Parmi ces hommes illustres se trouvent Fastidiosus, Cassien, Claudius Marius Victor, Fauste de Riez, Pelagius, Julien d'Éclane, Augustin d'Hippone, Prosper d'Aquitaine, ou Prudence.
Il est défini comme un auteur consciencieux et objectif.

## Œuvre
En raison de l'éloge qu'il fait dans le De viris de plusieurs personnalités pélagiennes (comme Pélage lui-même, mais aussi Julien d'Éclane), on suppose que Gennadius était partisan de ce courant théologique, comme beaucoup de Provençaux de cette époque.
Il est fait mention dans cet ouvrage de plusieurs autres ouvrages qu'aurait écrits Gennadius mais qui sont aujourd'hui perdus, dans lesquels il lutte contre différentes hérésies, notamment le nestorianisme :
- De Viris Illustribus ;
- Adversus omnes haereses, 8 livres, il n'en reste que quelques fragments sous le titre De ecclesiasticis ;
- Statuta ecclesiae antiqua, recueil juridique dont il est probablement l'auteur[13] ;
- Traités divers contre Eutychès, Nestorius, Pélage, tous perdus[13].